# Holloway (Minnesota)
Holloway és una població dels Estats Units a l'estat de Minnesota. Segons el cens del 2000 tenia 112 habitants.

## Demografia
Segons el cens del 2000, Holloway tenia 112 habitants, 54 habitatges, i 30 famílies. La densitat de població era de 31,3 habitants per km².
Dels 54 habitatges en un 27,8% hi vivien nens de menys de 18 anys, en un 40,7% hi vivien parelles casades, en un 11,1% dones solteres, i en un 44,4% no eren unitats familiars. En el 40,7% dels habitatges hi vivien persones soles el 20,4% de les quals corresponia a persones de 65 anys o més que vivien soles. El nombre mitjà de persones vivint en cada habitatge era de 2,07 i el nombre mitjà de persones que vivien en cada família era de 2,83.
Per edats la població es repartia de la següent manera: un 25% tenia menys de 18 anys, un 7,1% entre 18 i 24, un 24,1% entre 25 i 44, un 19,6% de 45 a 60 i un 24,1% 65 anys o més.
L'edat mediana era de 41 anys. Per cada 100 dones de 18 o més anys hi havia 90,9 homes.
La renda mediana per habitatge era de 31.250 $ i la renda mediana per família de 37.500 $. Els homes tenien una renda mediana de 26.042 $ mentre que les dones 21.250 $. La renda per capita de la població era de 14.882 $. Entorn del 6,3% de les famílies i el 9,2% de la població estaven per davall del llindar de pobresa.

## Poblacions més properes
El següent diagrama mostra les poblacions més properes.